# Lijst van voetbalinterlands Antigua en Barbuda - Dominicaanse Republiek (vrouwen)
Deze lijst van voetbalinterlands is een overzicht van alle officiële voetbalinterlands tussen de nationale vrouwenteams van Antigua en Barbuda en de Dominicaanse Republiek. De landen hebben tot nu toe één keer tegen elkaar gespeeld.

## Wedstrijden
| № | Plaats | Datum          | Competitie                          | Wedstrijd                                   | Uitslag |
| - | ------ | -------------- | ----------------------------------- | ------------------------------------------- | ------- |
| 1 | Couva  | 4 oktober 2019 | Olympische Spelen 2020 kwalificatie | Dominicaanse Republiek − Antigua en Barbuda | 2 − 0   |

## Samenvatting
| Competitie                     | Totaal gespeeld | Winst Antigua en Barbuda | Gelijk | Winst Dominicaanse Republiek | Doelsaldo Antigua en Barbuda – Dominicaanse Republiek |
| ------------------------------ | --------------- | ------------------------ | ------ | ---------------------------- | ----------------------------------------------------- |
| Olympische Spelen kwalificatie | 1               | 0                        | 0      | 1                            | 0 − 2                                                 |
| Totaal                         | 1               | 0                        | 0      | 1                            | 0 − 2                                                 |